# Byssaert
Byssaert (ook: Bissaert) is een gehucht in de Franse gemeente Kwaadieper in het Noorderdepartement. Het ligt in het zuidwesten van de gemeente, zo'n twee kilometer van het dorpscentrum op de weg van Sint-Winoksbergen naar Kassel.